# Acalypha fructicosa
Acalypha fructicosa é uma espécie de flor do gênero Acalypha, pertencente à família Euphorbiaceae.